# Alessandro Fummi
Alessandro Fummi (Monticelli d'Ongina, 24 febbraio 1949 – Pieve di Cadore, 22 settembre 2024) è stato un giocatore di curling italiano.

## Nazionale
Ha fatto parte della nazionale italiana di curling e ha partecipato a due campionati europei:
- Lillehammer 1990 dove si qualificò al tredicesimo posto
- Chamonix 1991 dove si qualificò al quattordicesimo posto.

## Incarichi sociali
Fummi è tra i fondatori del Curling Club Cadore, club di cui è stato a lungo presidente. Nel 1997 è stato allenatore della nazionale italiana femminile di curling, ai campionati europei di curling disputati a Füssen, in quell'occasione la squadra si piazzò all'undicesimo posto.
Dal 1995 al 2010 ha fatto parte del direttivo settore curling della Federazione Italiana Sport Ghiaccio (FISG)